# Limone Piemonte
Limone Piemonte (Limon in occitano e in piemontese, pronuncia [liˈmʊŋ]) è un comune italiano di 1 329 abitanti della provincia di Cuneo in Piemonte. Vi transitano la Strada Statale 20 del Colle di Tenda e la ferrovia Cuneo-Ventimiglia. Proprio la presenza del treno ne fece una delle prime stazioni sciistiche delle Alpi, all'inizio del Novecento. Dal 1947 si trova sul confine italo-francese, a seguito del passaggio alla Francia del limitrofo Comune di Tenda. Fino al disastro meteo della "tempesta Alex" del 2-3 ottobre 2020, i collegamenti stradali con la val Roia e la Liguria  erano affidati ad un traforo stradale del colle di Tenda inaugurato nel 1882, che all'epoca era la galleria stradale più lunga del mondo. Nel 1998 vi venne monitorato un passaggio annuo di 1 milione di veicoli, in gran prevalenza avente natura di "turismo pendolare" ad opera dei piemontesi che si recano al mare in estate e dei liguri, francesi e monegaschi che si recano a sciare a Limone in inverno.
Alla fine del 2013 era iniziata la costruzione del nuovo tunnel, deliberata dal parlamento francese nel 2007 e successivamente da quello italiano; i lavori proseguirono a rilento e furono fermati nel mese di maggio 2017 a seguito dell'intervento della magistratura italiana; successivamente l'Anas revocò l'appalto alla ditta aggiudicataria, che fu riassegnato in data 15 maggio 2019 al consorzio Edilmaco, classificatosi secondo nell'iniziale gara di appalto. I lavori sono ripresi nella primavera del 2020, ma l'alluvione del 2-3 ottobre 2020 ha causato - tra l'altro - il crollo della strada all'imbocco del vecchio tunnel, sul versante francese, per cui i collegamenti stradali tra Limone e la confinante val Roia sono stati sospesi fino al 27 giugno 2025, quando è stata inaugurata (dopo 12 anni di cantiere) la "nuova canna" del traforo stradale, nella quale viaggerà il traffico in direzione nord-sud. Il traffico in direzione sud-nord viaggerà invece nel vecchio tunnel, dopo che sarà stato allargato ed ammodernato (non è nota la data di conclusione prevista dei lavori). Al momento, quindi, è in funzione solo una delle due canne previste dal progetto definitivo, nella quale i veicoli viaggiano con transito alternato regolato da un semaforo.
Stazione sciistica tra le più nevose d'Italia, Limone è conosciuta con l'appellativo di "regina delle Alpi Marittime". Le piste del comprensorio della "Riserva Bianca" si estendono per totali 80 km su 3 aree (Limone-Sole, Tre Amis, Limonetto), tra loro collegate. Una quarta area (quella di Limone-Cros) è stata abbandonata nel 1998 alla scadenza tecnica della seggiovia (la prima costruita a Limone, nel 1948) che consentiva di raggiungere i tre sovrastanti ski-lift. Nel 2005-2006 sono stati realizzati con finanziamenti pubblici (in parte connessi alle Olimpiadi invernali di Torino 2006) tre impianti di proprietà comunale: la cabinovia "Severino Bottero" (Limone-Sole), la seggiovia quadriposto "Cabanaira" (Tre Amis) e la seggiovia biposto "Pernante" (Limonetto). Il parco-impianti, nel suo complesso, è stato quasi completamente rinnovato tra il 2000 ed il 2012 grazie all'indispensabile apporto della fam. Morzenti.
L'attenzione dell'amministrazione comunale e degli operatori turistici a favore del turismo sostenibile e della mobilità dolce ha portato Limone ad essere incluso nel consorzio delle Perle delle Alpi.
Nel 1976 e 1987 si sono svolti a Limone i Campionati italiani di sci alpino. Nel 1980 e 1981 ha ospitato due slalom giganti validi per la Coppa del Mondo di sci alpino, vinti rispettivamente da Hanni Wenzel e Marie-Theres Nadig; nel 1982 e 1984 ha ospitato 2 slalom speciali, vinti da Tamara McKinney e Daniela Zini.
In seguito sulle sue piste si sono svolte delle gare di Coppa Europa e 3 edizioni del "Parallelo di Natale".
Nel dicembre del 2007, del 2008 e del 2010 ha ospitato una tappa della Coppa del Mondo di snowboard.

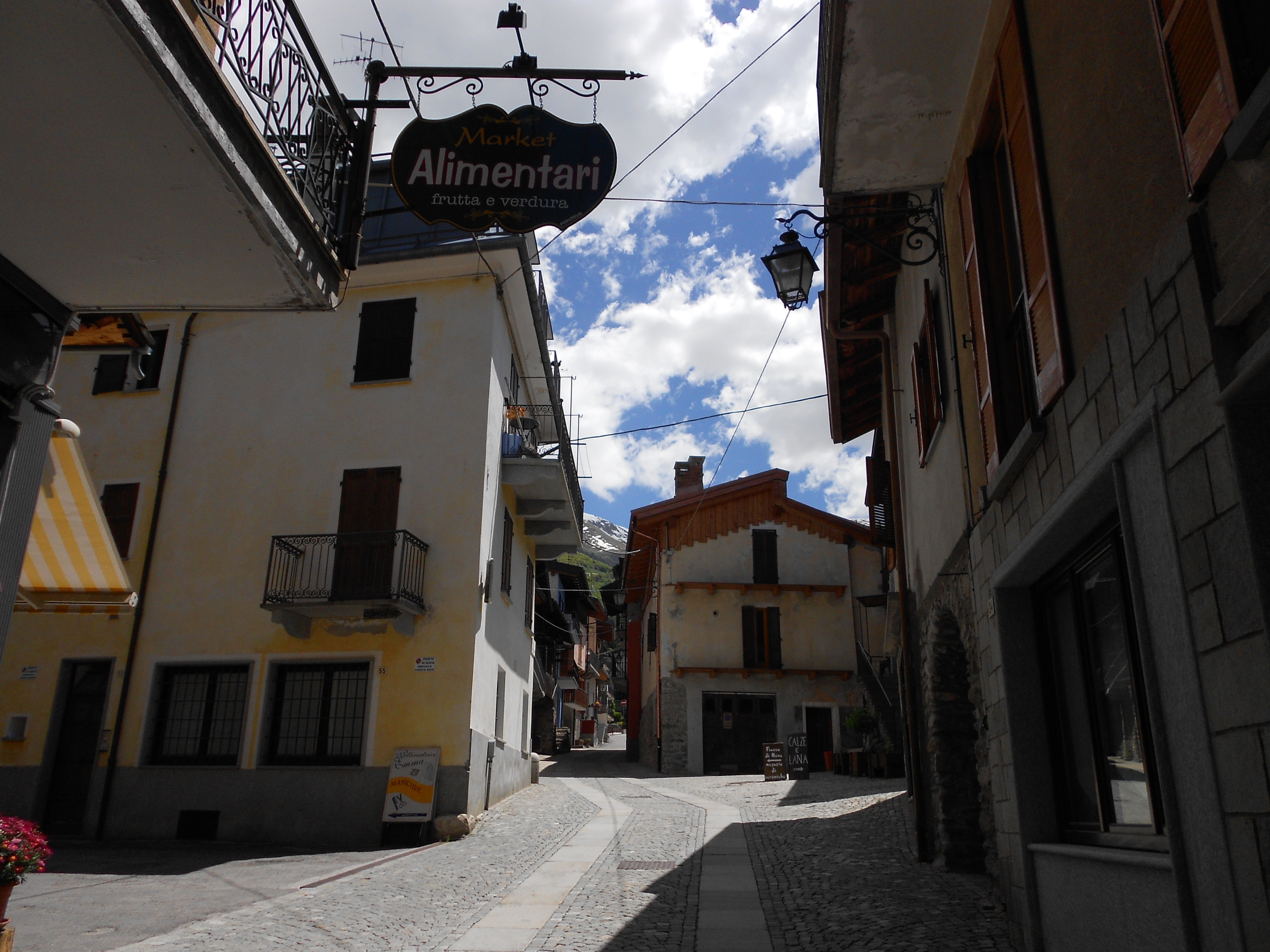
Una via del centro storico (via Giovanni Battista Marro)

## Geografia fisica

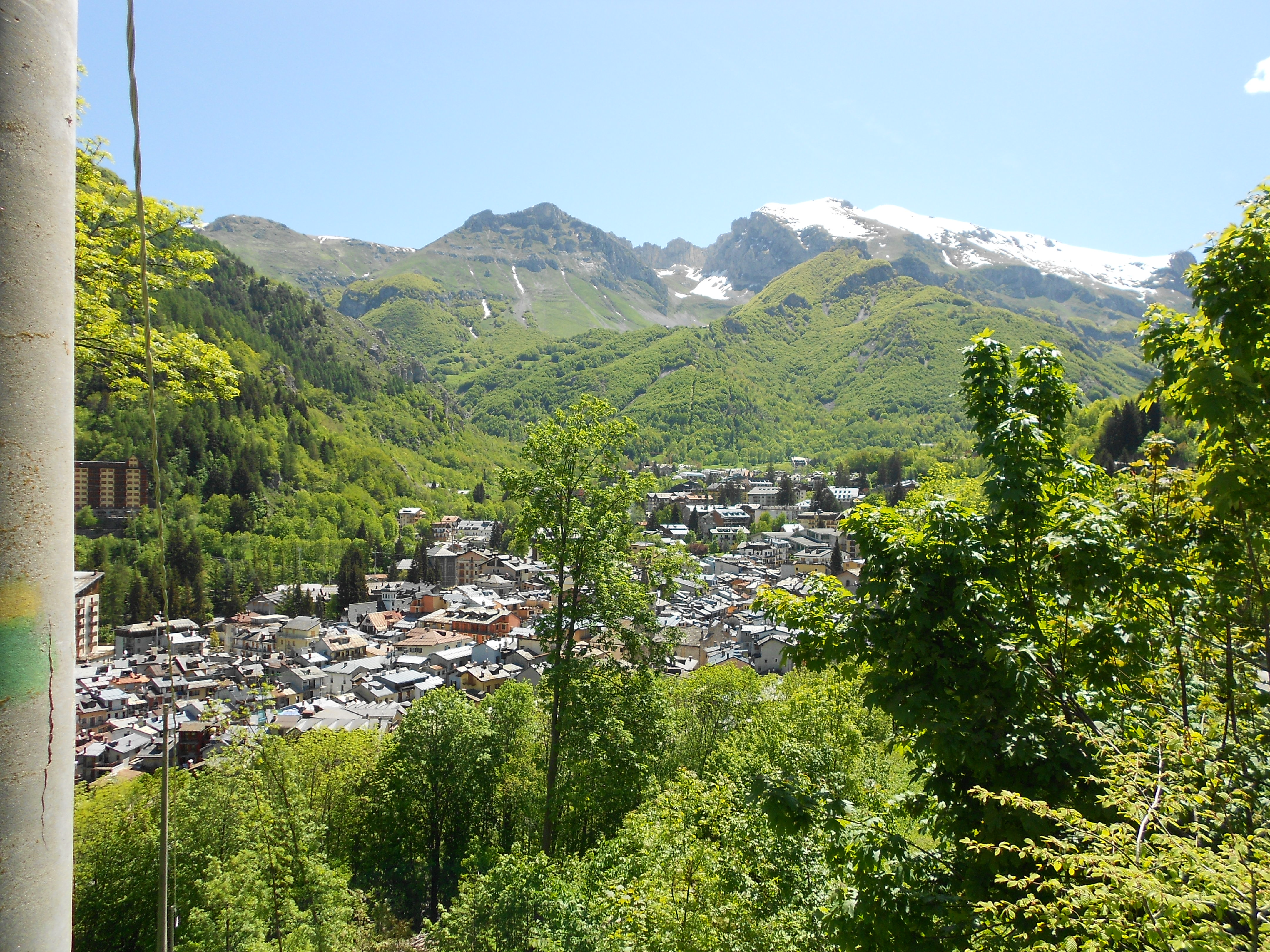
Panorama di Limone dall'alto a inizio giugno

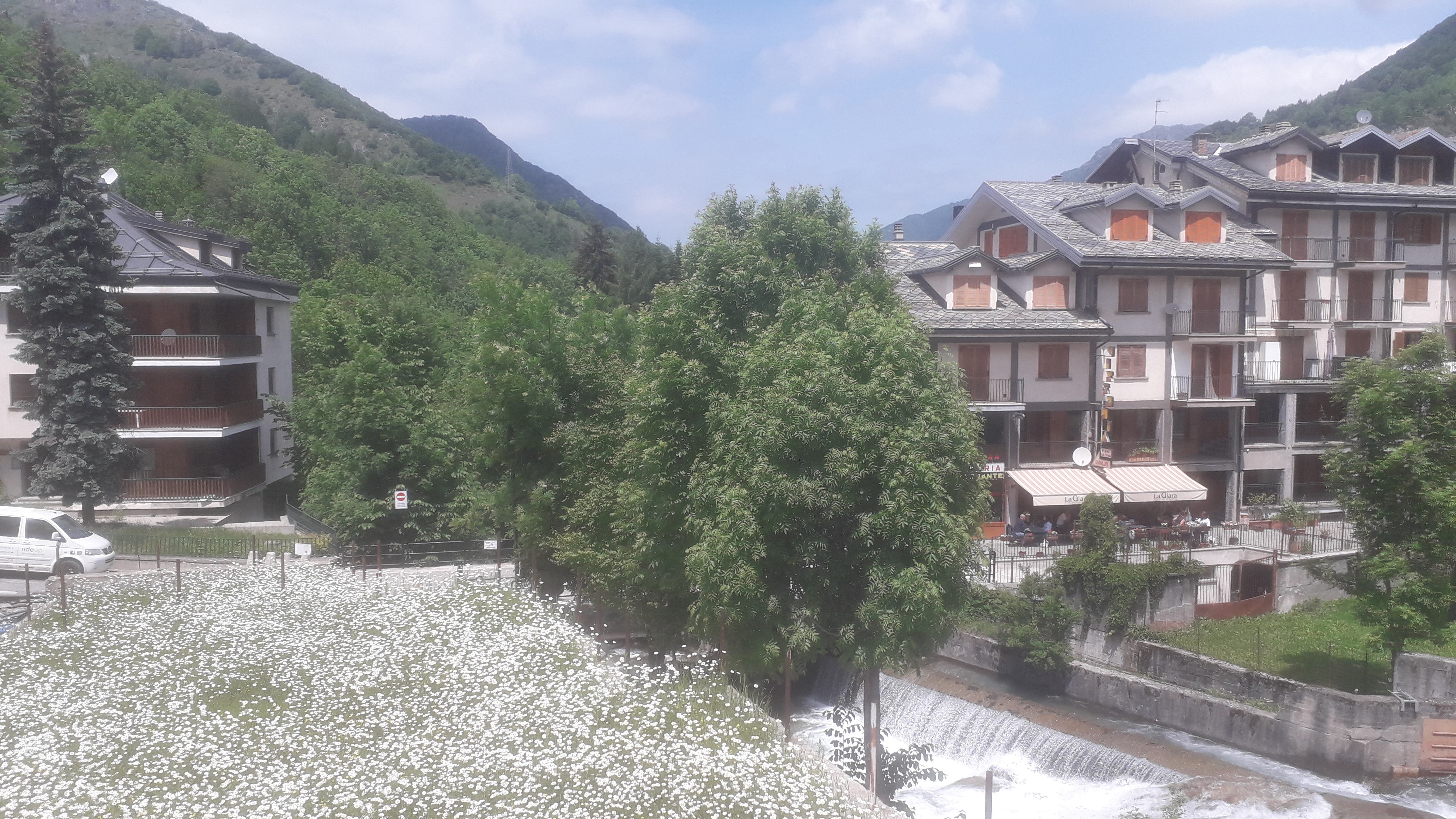
Scorcio di Limone nel mese di maggio

Collocato in prossimità del valico del Colle di Tenda sulle Alpi marittime, Limone è stato storicamente un luogo di transito sulla via tra il Piemonte e la Riviera di Ponente e provenzale.
La conca di Limone è percorsa dal torrente Vermenagna. È delimitata a nord dal massiccio Besimauda (2.231 m) – Bric Costa Rossa (2.403 m), ad est dalla Cima della Fascia (2.495 m), a sud dalla Rocca dell'Abisso (2.755 m) e dal Colle di Tenda (1.820 m), ad ovest dal Ciotto Mien (2.378 m) e dal Monte Vecchio (1.920 m).

## Origini del nome
Il toponimo Limonus, attestato per la prima volta in una pergamena del 1290 conservata presso l'Archivio di Stato di Tenda, non ha alcun legame con il limone (che pure è raffigurato nello stemma comunale almeno dal 1614). Esso trae origine dal termine celtico limo, designante la pianta dell'olmo.
Forse dal greco leimon, cioè luogo erboso; forse dalla voce dialettale limount.

## Storia

### Dal Medioevo al Settecento
Tra il 1275 ed il 1581, Limone fece parte della Contea di Tenda. Poi, con il passaggio di quest'ultima ai Savoia, venne inglobato nel Ducato di Savoia e, successivamente, nel Regno di Sardegna.

### Dall'Ottocento ad oggi
Le fortune turistiche di Limone Piemonte, iniziate nella seconda metà dell'Ottocento, dipesero dalla presenza del treno e dalla vicinanza con località rinomate come Sanremo, Montecarlo e Nizza.

### Simboli
Lo stemma è stato riconosciuto con decreto del capo del governo del 28 novembre 1932.
Il gonfalone, concesso con D.P.R. del 4 settembre 1997, è un drappo di verde.

## Monumenti e luoghi d'interesse

### Architetture religiose
- La chiesa parrocchiale di San Pietro in Vincoli risalente al XIV secolo.
- La chiesa del Convento
- La chiesa di Sant'Antonio da Padova
- La chiesa parrocchiale di Limonetto San Chiaffredo
- L'Alpe di Papa Giovanni XXIII a Limonetto

## Società

### Evoluzione demografica
Abitanti censiti

### Etnie e minoranze straniere
Gli stranieri residenti a Limone Piemonte al 1º gennaio 2013 sono 48 e rappresentano il 3,3% della popolazione residente. Le nazionalità maggiormente rappresentate in base alla loro percentuale sul totale della popolazione straniera residente erano:
- Francia 14 29.17%

## Geografia antropica
Il centro storico è di stampo tipicamente alpino. Negli anni 1960 e 1970 si è registrata una consistente espansione urbanistica; la quasi totalità delle nuove costruzioni è stata acquistata da turisti liguri e piemontesi.
Dal 1947, Limone si trova sul confine italo-francese, per effetto del passaggio alla Francia del confinante comune di Tenda.

### Frazioni
- Limonetto è una frazione situata a 1300 metri di altitudine. È anch'essa meta di turisti grazie alla possibilità di escursioni e alla presenza di impianti per gli sport invernali (collegati al comprensorio Riserva Bianca così come l'abitato di Limone Piemonte). Nelle sue vicinanze si trovano un tratto di strada romana lastricata e l'Alpe di Papa Giovanni realizzata negli anni Sessanta da don Francesco Brondello che fu anche uno degli ideatori degli impianti di risalita.
- Panice è una frazione collocata lungo la Strada Statale 20, distante 4 chilometri da Limone. A Panice Sottana si trova un anello per la pratica dello sci di fondo; mentre nella poco distante Panice Soprana (detta anche Limone 1400) si trova uno dei tre punti di partenza degli impianti di risalita.

## Economia
Grazie alla presenza della ferrovia è stata, agli inizi del Novecento, una delle prime località sciistiche italiane. A Pasqua del 2007 vi è pertanto stato simbolicamente celebrato il centenario dello sci.
Fino all'apertura del traforo ferroviario, buona parte della popolazione era dedita al trasporto di merci (con muli, buoi o cavalli) tra il porto di Nizza e la pianura piemontese; in seguito, molti abitanti emigrarono verso la Costa Azzurra. Oggi l'economia locale si basa prevalentemente sul turismo sia invernale attirato dal comprensorio sciistico della Riservabianca che estivo grazie alle attrattive storiche come la Via del Sale, strada bianca realizzata secoli addietro per motivi commerciali e militari che va dalla zona dei Forti del Colle di Tenda a Monesi percorrendo in quota suggestivi paesaggi sul confine fra Italia e Francia e molto apprezzata da chi la percorre in bicicletta ed e-bike gratuitamente sia da chi con pagamento di pedaggio la percorre con moto o fuoristrada. 
La ricettività alberghiera è stata assai ridotta (circa 500 posti-letto), mentre quella nelle case private è di circa 20.000 posti-letto. La maggior parte delle residenze private appartiene a famiglie liguri, storicamente amanti della villeggiatura montana in estate e dello sci in inverno. In tempi più recenti si è intensificata la presenza di villeggianti francesi e monegaschi, provenienti dalla vicina Costa Azzurra. [Fonte?]

## Infrastrutture e trasporti

### Ferrovie
Il paese dispone di una propria stazione ferroviaria sulla linea Cuneo-Ventimiglia.
Il treno giunse a Limone Piemonte nel 1891, ma venne collegato a Sanremo, Montecarlo e Nizza nel 1928, grazie all'ultimazione della ferrovia Cuneo-Ventimiglia-Nizza. Quest'ultima venne distrutta dalle armate tedesche nell'aprile del 1945. I collegamenti verso Cuneo, Torino e Genova ripresero già nel 1946; quelli verso Nizza, Sanremo e Monaco soltanto nel 1979.

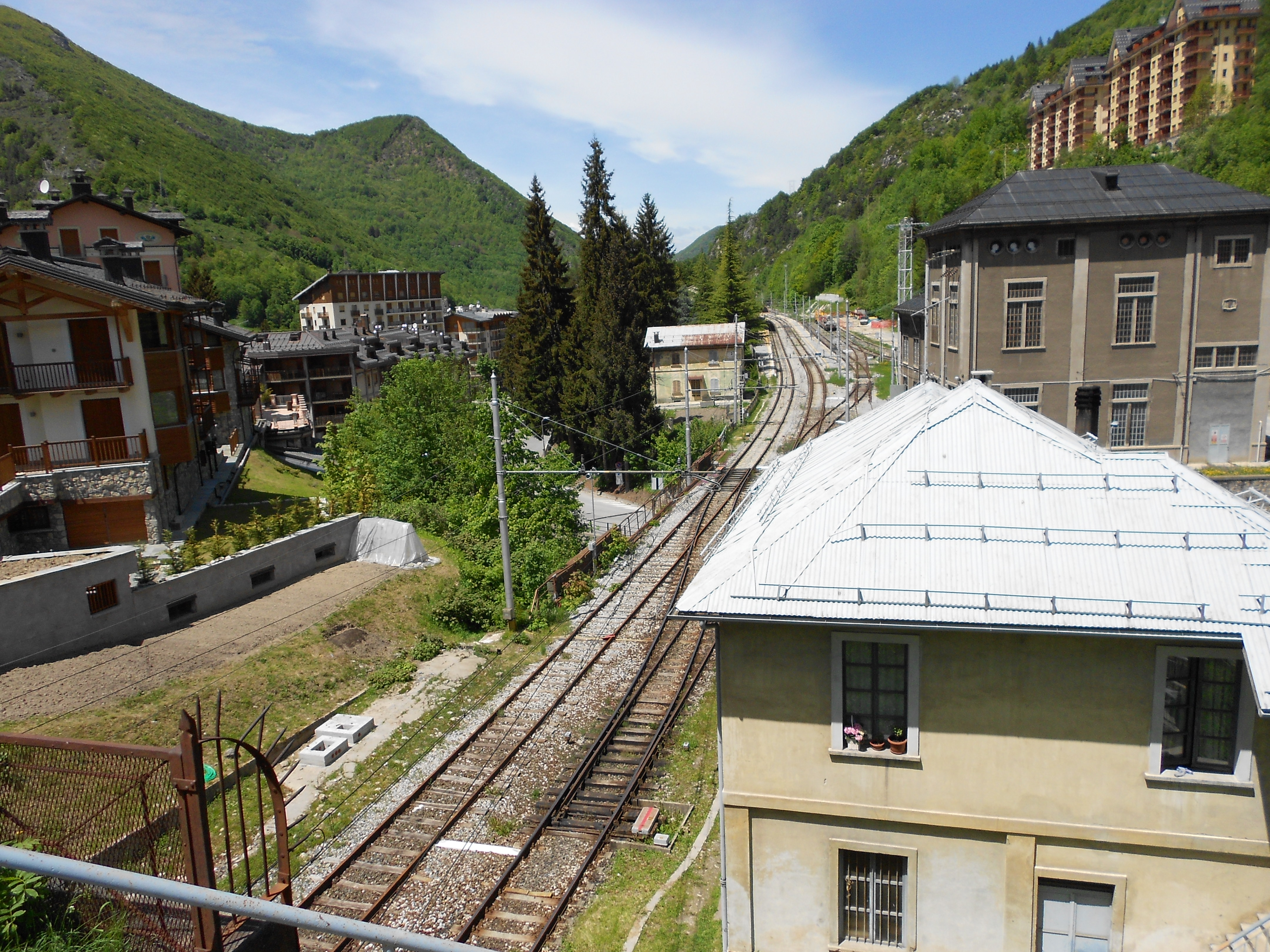
Stazione ferroviaria di Limone Piemonte

### Impianti a fune
Limone è fra le principali stazioni sciistiche della provincia di Cuneo, sia per lunghezza totale delle piste che per numero di impianti di risalita. Il primo impianto di risalita (una "slittovia", cioè una slitta trainata da una fune) vi venne realizzato nel 1937. Seguì nel 1948 la prima seggiovia ed in seguito si ebbe il progressivo ampliamento del dominio sciabile che portò, nel 1975, alla realizzazione della "Riserva Bianca" con circa 100 km di piste (estese dalla conca del Cros a quella di Limonetto). Attualmente le piste si estendono per circa 80 km mentre gli impianti di risalita raggiungono la quota di 2.070 metri presso il Monte Alpetta, da dove (con una pista lunga 3,8 km ed un dislivello di oltre 1.000 metri) si può ridiscendere direttamente in paese.
Grazie ai fondi olimpici (integrati da finanze proprie del Comune, pari a circa il 30% della spesa totale) sono state realizzate la cabinovia "Severino Bottero", la seggiovia quadriposto "Cabanaira" e la seggiovia biposto di Limonetto; tutti 3 questi impianti sono di proprietà comunale. Parallelamente, la società LIFT (nata nel 1999 dalla fusione tra le preesistenti società di gestione degli impianti) ha realizzato le seggiovie quadriposto "Carosello", "Colle di Tenda", "Pancani/Pian del Leone", "Belvedere" e biposto "Pian del Sole". Tale utilizzo dei fondi olimpici è stato possibile in quanto le piste vennero inserite nell'evento di "Torino 2006" come piste di allenamento e di riserva per l'eventuale effettuazione di gare; ed è seguita a precise prese di posizione delle località sciistiche piemontesi "minori", che protestavano per gli investimenti "a senso unico" precedentemente compiuti dalla Regione Piemonte nella zona del Sestriere, in occasione dei Campionati mondiali di sci alpino, svoltisi appena nel 1997.
A Natale del 2006 è stata inaugurata la nuova cabinovia, dedicata al limonese Severino Bottero, allenatore di sci morto il 2 gennaio 2006 in un incidente automobilistico, che seguì dapprima Deborah Compagnoni e poi, nel 2002, portò il francese Frédéric Covili alla conquista della Coppa del Mondo di slalom gigante.

## Amministrazione
Di seguito è presentata una tabella relativa alle amministrazioni che si sono succedute in questo comune.
| Periodo        | Periodo        | Primo cittadino          | Partito                      | Carica  | Note   |
| -------------- | -------------- | ------------------------ | ---------------------------- | ------- | ------ |
| 4 giugno 1985  | 26 maggio 1990 | Silvio Martino           | lista civica                 | Sindaco | [ 17 ] |
| 26 maggio 1990 | 24 aprile 1995 | Francesco Pejrone        | lista civica                 | Sindaco | [ 17 ] |
| 24 aprile 1995 | 14 giugno 1999 | Piergiorgio Carlo Chiera | centro                       | Sindaco | [ 17 ] |
| 14 giugno 1999 | 14 giugno 2004 | Domenico Clerico         | lista civica                 | Sindaco | [ 17 ] |
| 14 giugno 2004 | 8 giugno 2009  | Domenico Clerico         | lista civica                 | Sindaco | [ 17 ] |
| 8 giugno 2009  | 26 maggio 2014 | Francesco Revelli        | lista civica                 | Sindaco | [ 17 ] |
| 26 maggio 2014 | 26 maggio 2019 | Angelo Fruttero          | lista civica: si cambia      | Sindaco | [ 17 ] |
| 27 maggio 2019 | in carica      | Massimo Riberi           | lista civica: ViviAmo Limone | Sindaco | [ 17 ] |

### Altre informazioni amministrative
Il comune di Limone Piemonte faceva parte della Comunità montana delle Alpi del Mare.

## Sport
Limone Piemonte è stata più volte arrivo di tappa del Giro d'Italia:
| Edizione | Tappa | Data      | Percorso                  | km  | Vincitore di tappa | Leader cl. generale |
| -------- | ----- | --------- | ------------------------- | --- | ------------------ | ------------------- |
| 2002     | 5ª    | 17 maggio | Fossano > Limone Piemonte | 150 | Stefano Garzelli   | Stefano Garzelli    |
| 2005     | 17ª   | 26 maggio | Varazze > Limone Piemonte | 194 | Ivan Basso         | Paolo Savoldelli    |

Le Olimpiadi invernali di Torino 2006 hanno portato giovamento anche a questa località, le cui piste sono state omologate per gli allenamenti e come possibile sede delle competizioni in caso di mancato innevamento di quelle della Val di Susa.